# Карінське сільське поселення (Слободський район)
Ка́рінське сільське поселення (рос. Каринское сельское поселение) — адміністративна одиниця у складі Слободського району Кіровської області Росії. Адміністративний центр поселення — село Каріно.

## Історія
Станом на 2002 рік на території сучасного поселення існували такі адміністративні одиниці:
- частина Карінського сільського округу (села Каріно, Ігумново, присілки Варениці, Деветьярово, Касаткін Перевоз, Мітюково, Низовці, Одинці, Сизево, Хлюпінці, Шамарданово)

Поселення було утворене згідно із законом Кіровської області від 7 грудня 2004 року № 284-ЗО у рамках муніципальної реформи шляхом перетворення Карінського сільського округу.
Станом на 2002 рік присілки Омсіно, Паскіно та Підгорне перебували у складі Карінського сільського округу, а вже станом на 2004 рік вони перебували у складі Світозаревського сільського округу.

## Населення
Населення поселення становить 622 особи (2017; 632 у 2016, 632 у 2015, 642 у 2014, 656 у 2013, 697 у 2012, 710 у 2010, 882 у 2002).

## Склад
До складу поселення входять 11 населених пунктів:
| Населений пункт            | Населення, осіб (2002) | Населення, осіб (2010) |
| -------------------------- | ---------------------- | ---------------------- |
| Варениці, присілок         | 6                      | 2                      |
| Деветьярово, присілок      | 0                      | 0                      |
| Ігумново, село             | 0                      | 0                      |
| Каріно, село               | 831                    | 690                    |
| Касаткін Перевоз, присілок | 0                      | 0                      |
| Мітюково, присілок         | 0                      | 0                      |
| Низовці, присілок          | 3                      | 0                      |
| Одинці, присілок           | 4                      | 0                      |
| Сизево, присілок           | 35                     | 16                     |
| Хлюпінці, присілок         | 1                      | 2                      |
| Шамарданово, присілок      | 2                      | 0                      |